# وارن دي لا رو
وارن دي لا رو (بالإنجليزية: Warren De la Rue )‏ (و. 1815 – 1889 م) هو عالم فلك، وكيميائي، ومصور من المملكة المتحدة . ولد في جيرنزي. وكان عضواً في الجمعية الملكية، والأكاديمية الروسية للعلوم .
توفي في لندن، عن عمر يناهز 74 عاماً.

## جوائز
حصل على جوائز منها:
- الميدالية الذهبية للجمعية الفلكية الملكية (1862)
- زميل في الجمعية الملكية
- قلادة ملكية
- Lalande Prize [الإنجليزية]‏.

## روابط خارجية
- وارن دي لا رو على موقع الموسوعة البريطانية (الإنجليزية)